# The U.S. vs. John Lennon (álbum)
The U.S. vs. John Lennon –en español: «Los Estados Unidos contra John Lennon»– es la banda sonora del documental The U.S. vs. John Lennon. Publicado en septiembre de 2006, alcanzó el puesto #19 en las listas de Billboard.

## Lista de canciones
Todas las canciones compuestas por John Lennon excepto donde se anota.
1. "Power to the People" - 3:22
2. "Nobody Told Me" - 3:34
3. "Working Class Hero" - 3:48
4. "I Found Out" - 3:37
5. "Bed Peace" (John Lennon/Yoko Ono)
6. "The Ballad of John and Yoko" (Lennon/McCartney) - 3:00
7. "Give Peace a Chance" - 4:56
8. "Love" - 3:23
9. "Attica State"
  - Grabado en directo en 1971 en el John Sinclair Freedom Rally, en Míchigan
10. "Happy Xmas (War is Over)" (Lennon, Ono) - 3:37
11. "I Don't Wanna Be a Soldier Mama" - 6:01
12. "Imagine" - 3:05
13. "How Do You Sleep?" (instrumental)
14. "New York City" - 4:30
15. "John Sinclair"
  - Grabado en directo en 1971 en el John Sinclair Freedom Rally, en Míchigan
16. "Scared"
17. "God" - 4:010
18. "Here We Go Again"
19. "Gimme Some Truth" - 3:12
20. "Oh My Love" (Lennon/Ono) - 2:45
21. "Instant Karma!" - 3:21